# Viriat
Viriat es una comuna francesa situada en el departamento de Ain, en la región de Auvernia-Ródano-Alpes. 

## Demografía
| 2644 | 3012 | 3562 | 3997 | 4701 | 5288 | 6665 |
| Para los censos de 1962 a 1999 la población legal corresponde a la población sin duplicidades (Fuente: INSEE [Consultar]) |      |      |      |      |      |      |